# Pfarrkirche Seeham

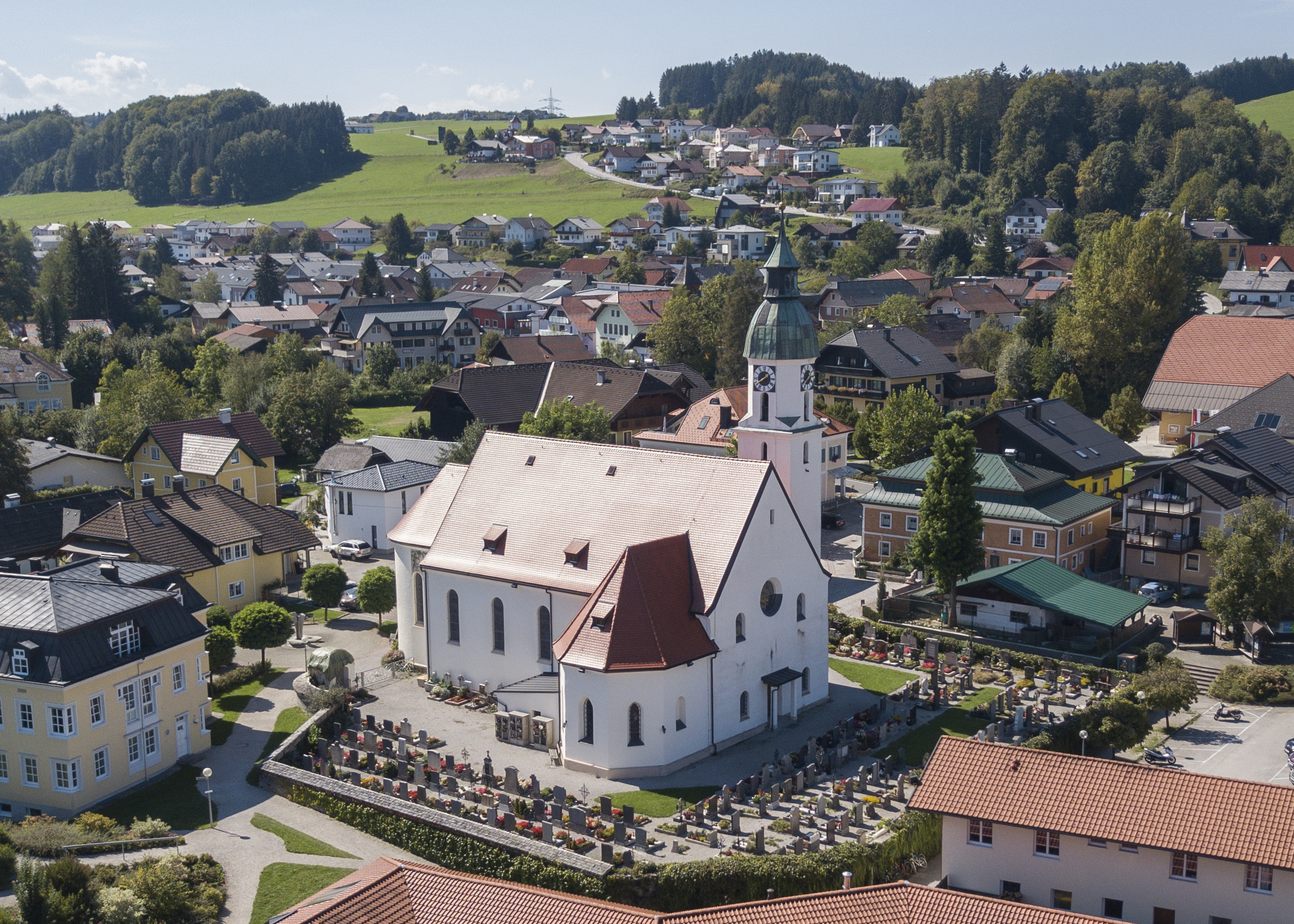
Katholische Pfarrkirche hl. Johannes der Täufer in Seeham

Die römisch-katholische Pfarrkirche Seeham steht im Osten der Ortsmitte am Obertrumer See in der Gemeinde Seeham im Bezirk Salzburg-Umgebung im Land Salzburg. Die auf den heiligen Johannes der Täufer geweihte Pfarrkirche gehört zum Dekanat Köstendorf in der Erzdiözese Salzburg. Die Kirche steht unter Denkmalschutz und ist zum See hin von einem Friedhof umgeben.

## Geschichte
Urkundlich wurde 1310 und 1342 eine Kirche genannt. Eine gotische Kirche wurde ab dem 14. Jahrhundert angenommen, der kapellenartige Chor und der Westturm sind erhalten. Die Kirche war ursprünglich dem Stift Mattsee inkorporiert und wurde 1891 zur Pfarrkirche erhoben. Aufgrund von Setzungen und damit entstanden Rissbildungen am Langhaus wohl bedingt durch die Nähe des Sees wurde 1931 nach den Plänen des Architekten Otto Strohmayr unter Erhaltung des Chores, der alten Sakristei und des Westturm das Langhaus nach Süden ausgerichtet und erweitert. Gleichzeitig wurde beim neuen Chor westlich die neue Sakristei angebaut.

## Architektur
Das neu nach Süden ausgerichtete Langhaus schließt mit einem eingezogenen rund schließenden Chor. Der Chor wird durch drei ostseitige Rundbogenfenster vom See her belichtet. Die Wandmalerei Schutzengel nennt Hans Kern (1931). Der Westturm der Vorgängerkirche ist ein gotischer Turmbau mit einem barocken Achteckaufsatz von 1720 trägt einen Glockenhelm. An der Nordostecke des Langhauses ist der ehemalige gotische Chor mit einem Dreiseitschluss mit Spitzbogenfenster erhalten.
Der neue Saalraum nimmt mit der Breite die ehemalige Länge des Vorgängerlanghauses auf. Die Saalraumdecke ist eine längsaxial gestufte Flachdecke über massiven Quertramen. Die Westwand beinhaltet spitz- und rundbogige Portale mit Vorraum, die Ostwand ist zum alten gotischen Chor geöffnet. Der stark eingezogene Triumphbogen macht den Übergang zum tonnengewölbten neuen Chor. Die Glasmalerei Anrufungen und Verheißungen Christi schuf Hans Kern (1931).
Beim ehemaligen gotischen Chor ist das Joch und der Fünfachtelschluss im Gewölbe erhalten, die Pilaster zeigen barocke Veränderungen, der Boden zeigt Platten in Rotmarmor. Die Deckenmalerei im alten Chor zeigt die Bergpredigt von Josef Rattensperger (1854), die Glasmalerei Hll. Maria und Joseph entstand um 1900.
Die ehemalige Sakristei beim Turm zeigt an der flachen Decke das Deckenbild Heilige Familie in einem Laubwerkstuckrahmen um 1720.

## Ausstattung
Die Seitenaltäre aus 1931 von Jakob Adlhart bestehen überraschend aus zylindrischen Figurennischen, der Hochaltar nimmt den runden Schluss des Chores unverstellt auf. Der Hochaltar trägt eine barocke Figurengruppe Taufe Christi und beinhaltet den spätbarocken Tabernakel. Die barockisierten seitlichen Statuen Hll. Isidor und Notburga sind aus 1931. Darüber schwebt eine Gottvaterfigur wahrscheinlich vom Bildhauer Simeon Frieß vom ehemaligen Hochaltar aus 1682.
Der linke Seitenaltar trägt die Schnitzfigur Maria Immaculata mit Kind von Wolf Weißenkirchner der Jüngere (1685), die Figur wurde vom Hochaltar in Obereching hierher übertragen. Der rechte Seitenaltar trägt die Statue Josef von Nazaret von Christina Pöschl (1937). Die Kanzel trägt einen barocken Engel im Aufsatz. Die Kreuzwegbilder sind aus dem zweiten und dritten Viertel des 19. Jahrhunderts.
Der alte gotische Chor beinhaltet einen klassizistischen Säulenretabelaltar um 1837 und zeigt das Altarblatt Heiliger Wandel von Johann Georg Weibhauser (1837). Der spätgotische polygonale Taufstein ist aus Rotmarmor.
Die Orgel baute Orgelbau Pirchner 1999 mit 18 Registern.